# Рецептор, активируемый пероксисомным пролифератором дельта
Рецептор, активируемый пероксисомным пролифератором дельта (англ. Peroxisome proliferator-activated receptor delta, сокр. PPAR-δ или PPAR-β), также известный как NR1C2, представляет собой белок — ядерный рецептор, функционирующий как транскрипционный фактор, который у человека кодируется геном PPARD.
Этот ген кодирует один из представителей семейства рецепторов, активируемые пероксисомным пролифератором (PPAR). Впервые он был идентифицирован у лягушек Xenopus в 1993 году.
Полипептидная цепь белка включает в себя 441 аминокислоту, а молекулярная масса составляет — 49903 Да.

## Выполняемые функции
PPAR-дельта — это ядерный гормональный рецептор, который регулирует множество биологических процессов и может быть вовлечён в развитие ряда хронических заболеваний, включая сахарный диабет, ожирение, атеросклероз и рак.
В мышцах экспрессия гена PPARD увеличивается под воздействием физических упражнений, что приводит к повышению окислительной (жиросжигающей) способности и увеличению количества волокон I типа. И PPAR-дельта, и агонисты AMPK (АМФ-активируемые протеинкиназы) считаются имитаторами физических упражнений. В жировой ткани PPAR-β/δ увеличивает как окисление, так и разобщение окислительного фосфорилирования.
PPAR-дельта может функционировать как интегратор репрессии транскрипции и сигнализации ядерных рецепторов. Он активирует транскрипцию различных генов-мишеней, связываясь со специфическими элементами ДНК. Хорошо описанные гены-мишени PPARδ включают PDK4, ANGPTL4, PLIN2 и CD36. Экспрессия этого гена повышена в клетках колоректального рака. Повышенная экспрессия может быть подавлена аденоматозом полипозной палочки (APC), белком-супрессором опухоли, участвующим в сигнальном пути APC/бета-катенин. Исследования нокаута у мышей позволили предположить роль этого белка в миелинизации мозолистого тела, пролиферации эпидермальных клеток, метаболизме глюкозы и липидов.
Было показано, что данный белок участвует в дифференциации, депонировании липидов, направленном распознавании, поляризации и миграции кератиноцитов.

### Роль в развитии рака
Исследования роли PPAR-дельта в развитии рака дали противоречивые результаты. Несмотря на некоторые противоречия, большинство исследований указывают на то, что активация PPAR-дельта может приводить к изменениям, благоприятным для прогрессирования рака. PPAR-дельта способствует ангиогенезу опухоли.

## Распределение по тканям
PPAR-дельта высоко экспрессируется во многих тканях, включая толстую кишку, тонкий кишечник, печень и кератиноциты, а также в сердце, селезёнке, скелетных мышцах, лёгких, мозге и тимусе.

## Нокаут-исследования
Нокаутные мыши, лишённые лиганд-связывающего домена PPAR-дельта, жизнеспособны. Однако эти мыши меньше дикого типа как в неонатальном, так и в постнатальном периоде. Кроме того, запасы жира в гонадах мутантов меньше. Мутанты также демонстрируют повышенную эпидермальную гиперплазию при индукции TPA (12-O-Тетрадеканоилфорбол-13-ацетата). 

## Лиганды
PPAR-дельта активируется в клетке различными жирными кислотами и производными жирных кислот. Примеры встречающихся в природе жирных кислот, которые связываются с PPAR-дельта и активируют его, включают арахидоновую кислоту и некоторые представители семейства метаболитов 15-гидроксиэйкозатетраеновой кислоты, включая 15(S)-ГЭТЕ, 15(R)-ГЭТЕ и 15-ГПЭТЕ. Было разработано несколько высокоаффинных лигандов для PPAR-дельта, включая GW501516 и GW0742, которые играют важную роль в исследованиях. В одном из исследований с использованием такого лиганда было показано, что агонизм PPARδ изменяет топливные предпочтения организма с глюкозы на липиды. Первоначально агонисты PPAR-дельта считались перспективными препаратами, имитирующими физические упражнения и способными лечить метаболический синдром, но позже были получены дополнительные данные об их возможном противораковом действии.

### Агонисты
- GW501516
- GW0742[23]
- Селадельпар[24]
- Телмисартан

Хотя разработка препарата была прекращена из-за исследований на животных, показавших повышенный риск развития рака, GW501516 использовался в качестве препарата для повышения работоспособности. Он и другие агонисты PPAR-дельта запрещены в спорте.

## Взаимодействие с белками
Было показано, что рецептор, активируемый пероксисомным пролифератором дельта взаимодействует с HDAC3 и NCOR2.